# قرار مجلس الأمن التابع للأمم المتحدة رقم 873
اتُّخِذَ قرار مجلس الأمن التابع للأمم المتحدة رقم 873 بالإجماع في 13 أكتوبر / تشرين الأول 1993، بعد التذكير بالقرارات 841 (1993)، 861 (1993)، 862 (1993) و867 (1993)، وأشار المجلس إلى استمرار عرقلة وصول بعثة الأمم المتحدة في هايتي وفشل القوات المسلحة لهايتي في الاضطلاع بمسؤولياتها وبالتالي أعاد فرض العقوبات الدولية ضد هايتي التي تم تعليقها في السابق.
تم اتخاذ القرار بموجب الفصل السابع من ميثاق الأمم المتحدة، بعد أن علم المجلس بفشل الجيش والشرطة في عدم الامتثال لاتفاقية غفرنرز آيلاند، وقرر أنه يشكل تهديداً للسلم والأمن الدوليين. سيصبح الإنهاء ساري المفعول في الساعة 23:59 بالتوقيت الشرقي في 18 أكتوبر 1993 ما لم يسمع المجلس أن الطرفين نفذا الاتفاقيات. يمكن الإفراج عن الأموال التي تم تجميدها بناءً على طلب الرئيس جان برتراند أريستيد أو رئيس الوزراء روبرت مالفال، وأن اللجنة المنشأة بموجب القرار 841 سيكون لها سلطة منح استثناءات من الحظر على أساس كل حالة على حدة.
وأعرب القرار عن استعداد المجلس للنظر في اتخاذ مزيد من الإجراءات إذا استمرت السلطات وغيرها في هايتي في إعاقة بعثة الأمم المتحدة في هايتي وحقوقها في حرية التنقل والاتصال أو غيرها من الحقوق اللازمة لتنفيذ ولايتها.

## روابط خارجية
- نص القرار في undocs.org